# Cobija (Chile)
Cobija (anteriormente Puerto La Mar) es una caleta pesquera perteneciente a la comuna de Tocopilla, Región de Antofagasta (Chile). Se ubica en las costas del océano Pacífico, 59 km al sur de Tocopilla y 128 km al norte de Antofagasta.
El puerto fue dependiente del corregimiento de Copiapó en la capitanía general de Chile durante el período hispánico, siendo ocupado por Bolivia en 1825 a instancias de Simón Bolívar con el nombre de Puerto La Mar, fue uno de los principales puertos bolivianos hasta su ocupación por tropas chilenas en febrero de 1879 en el marco de la guerra del Pacífico. Fue la capital del departamento boliviano del Litoral hasta 1875. Actualmente solo quedan sus ruinas aledañas a un poblado de pescadores.

## Historia

### Época hispánica

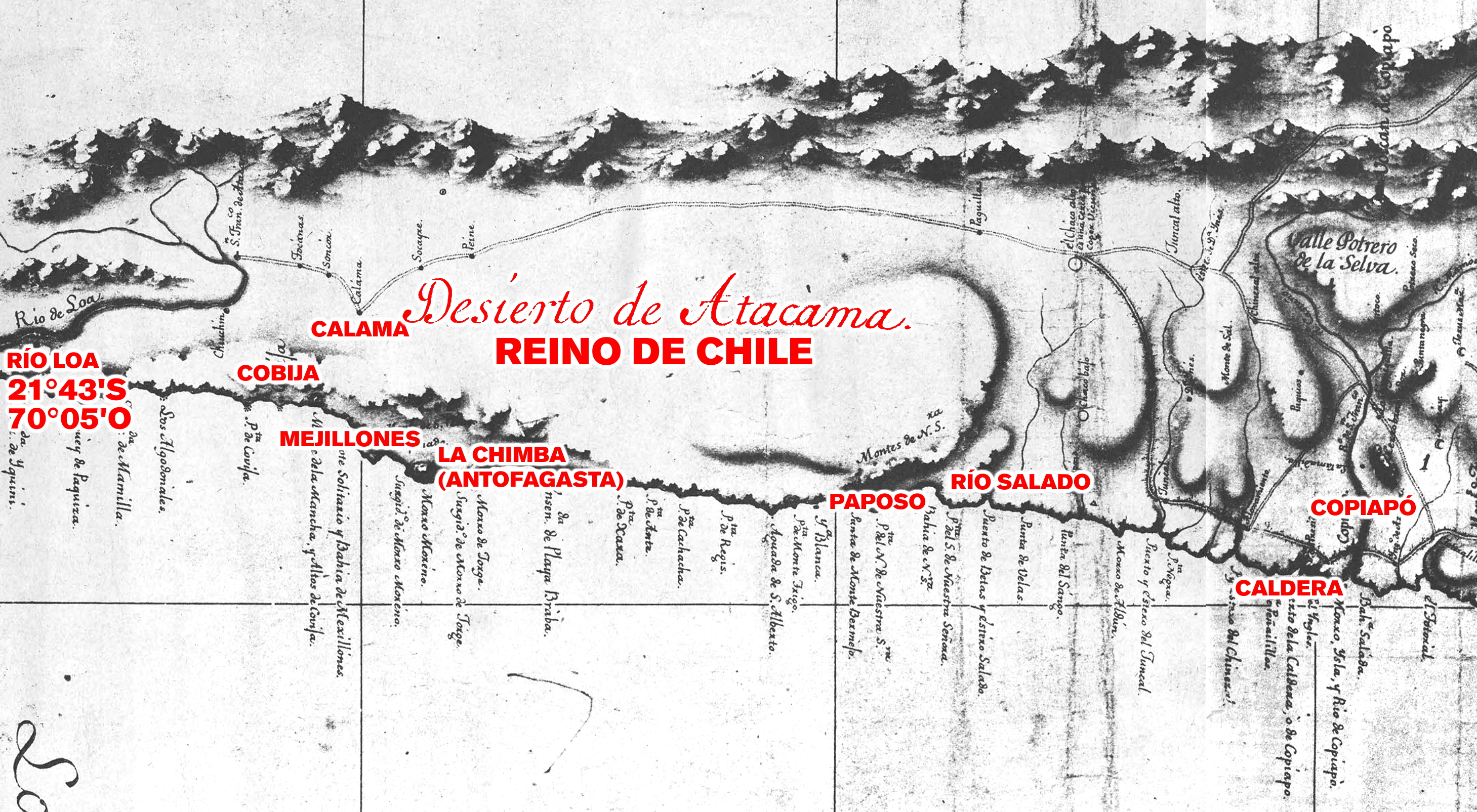
Mapa de Andrés Baleato, de 1793 mostrando el límite entre Chile y Perú en el río Loa.

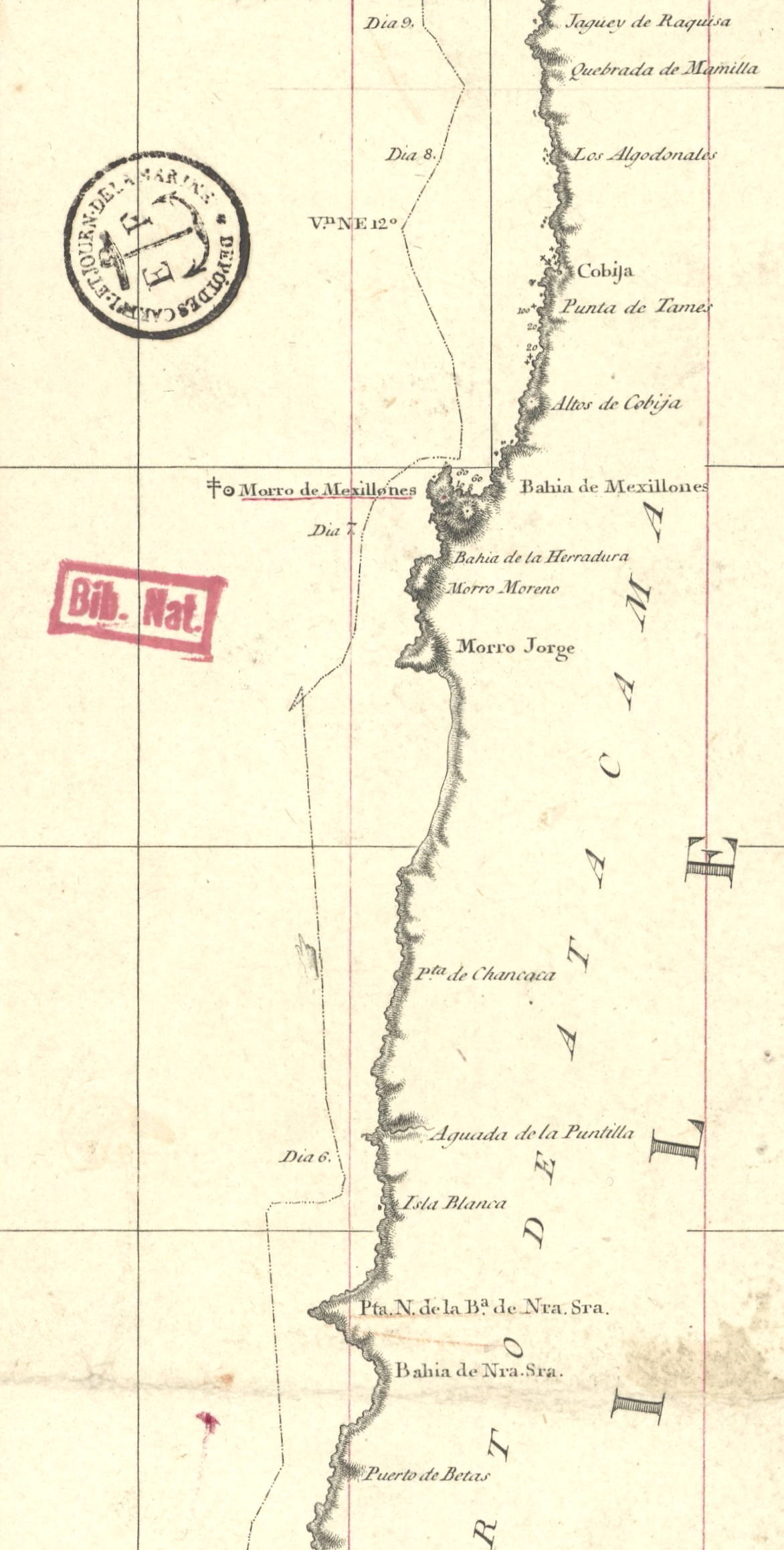
Cobija en la Carta esférica de las costas del Reyno de Chile de 1799.

Durante la época del Imperio español, Cobija aparece mencionada como parte de la Capitanía General de Chile.
El 6 de septiembre de 1777 se emite una Real Orden referida al cobro relacionada al almojarifazgo y alcabalas en Chile el cual hace mención de Cobija y los pueblos circundantes como parte de la jurisdicción chilena:

Aunque en el corregimiento de Copiapó, cuya cabeza es la villa de San Francisco de la Selva, se contienen los puertos de Cobija y bahía de Mexillones, puerto de Betas, el de Juncal, el de Copiapó o la Caldera, Bahía Salada, puerto del Totoral y el del Huasco, como son tan accidentales las arribadas de navíos con este arreglo, y también a las cortas entradas que puedan ocurrir por la cordillera, camino del Despoblado y de territorio de aquella jurisdicción, el administrador de este destino propondrá el sujeto o sujetos que conceptuare necesarios para la mejor recaudación de dichos ramos y aumento de la Real hacienda
Archivo General de Indias de Sevilla, Audiencia de Chile, legajo 328.

Asimismo en el mapa levantado por la Armada española en 1792 se incluye dentro de Chile desde el paralelo 22° al sur, en otras palabras, desde la zona del río Loa. En el mapa de 1793 elaborado por Andrés Baleato, director de la Escuela Náutica de Lima, por orden del virrey Francisco Gil de Taboada y Lemus, Chile tiene como frontera norte el grado 21° y medio, en específico la desembocadura del río Loa, haciendo mención explícita que la zona estaba despoblada y recién habían poblados desde el paralelo 24°.
Hipólito Unanue publica sobre el Perú en 1793 lo siguiente: 

La ensenada de Túmbez lo separa por el norte del Nuevo Reino de Granada y el río Loa por el sur del desierto de Atacama y reino de Chile
Guía política, eclesiástica y militar del virreinato del Perú de 1793

En la memoria del Francisco Gil de Taboada que le dio a su sucesor Ambrosio O'Higgins en 1795 se describe el límite entre el Perú y Chile el río Loa.

### Comienzo de la disputa del desierto Atacama

Disputa del desierto de Atacama entre Bolivia y Chile

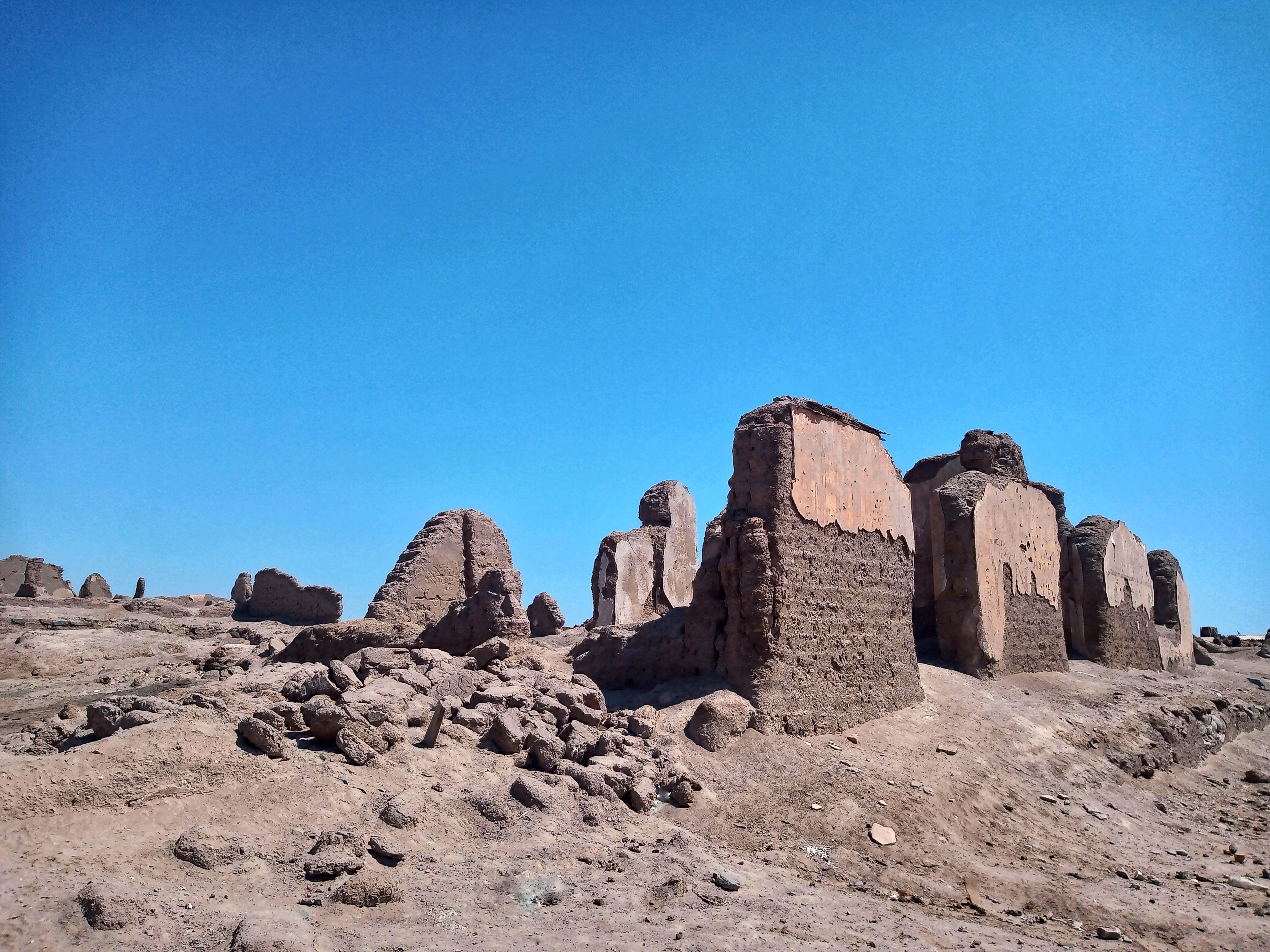
Ruinas de los edificios de la antigua ciudad

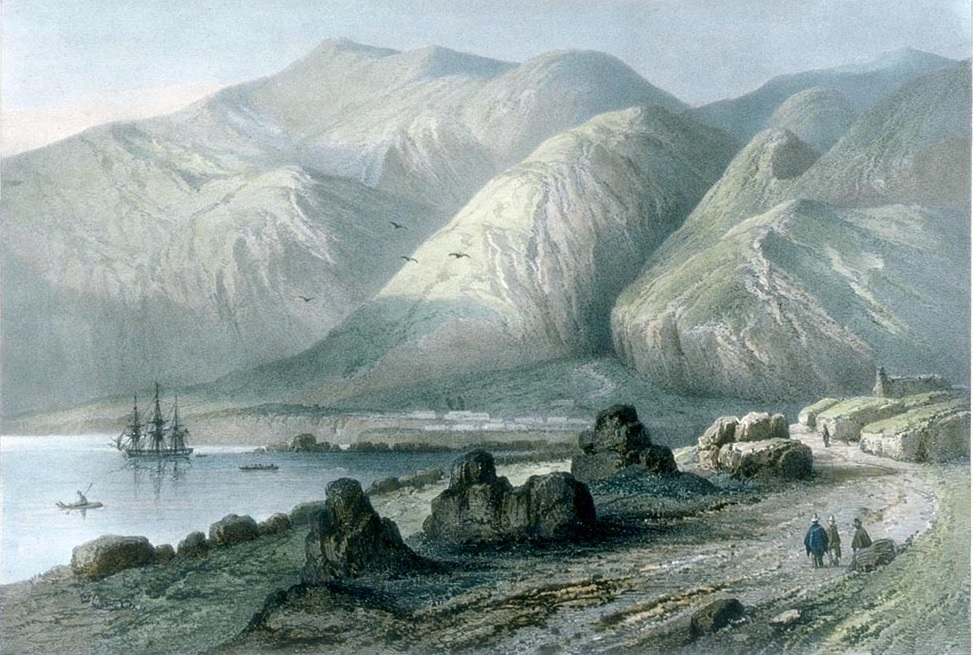
Puerto de Cobija (1841)

La Constitución chilena de 1822 establecía en su artículo 3°: «El territorio de Chile reconoce por límites naturales el sud de Cabo de Hornos, al norte el despoblado de Atacama (Desierto), al oriente los Andes, al occidente el Mar Pacífico»; las constituciones de 1823, 1828 y 1833 tuvieron el mismo texto que la de 1822.
En 1822 el partido de Atacama, dependiente de la Intendencia de Potosí, tenía como capital a San Pedro de Atacama, más el puerto de Cobija, y contaba con aproximadamente 4500 habitantes de los 138 410 totales de la entonces Intendencia que, al fundarse Bolivia, se convirtió en el Departamento de Potosí el 23 de enero de 1826. 
Al iniciarse las sesiones y debates en la Asamblea Deliberante, la región de Potosí había enviado 14 representantes, de los cuales 2 provenían de la Provincia de Atacama, uno por San Pedro de Atacama y el segundo por Cobija.  
Simón Bolívar se propuso entonces crear un puerto para el recientemente organizado estado boliviano. En un principio se pensó en el puerto de Arica; sin embargo, fracasó las conversaciones con el director Supremo del Perú, José Bernardo de Tagle. A finales de 1825 Sucre sería instruido por Bolívar que comisione al coronel irlandés Francisco Burdett O'Connor, quien informa de los pueblos y puertos del desierto a Sucre, Bolívar percatado escoge el Puerto de Cobija (antiguo asentamiento chango) por sus condiciones geográficas, su pequeña península y su caleta abrigada a los vientos. El primer asentamiento en el lugar databa de 1578, cuando funcionó como puerto de cabotaje para Real Audiencia de Charcas.
Por decreto de Bolívar, el Estado boliviano estableció a Cobija como puerto nacional el 25 de diciembre de 1825. Fue renombrado como La Mar, en «justa recompensa al mérito contraído por el gran Mariscal don José de La Mar, vencedor en Ayacucho» según reza el decreto de su habilitación. En 1827 se izó el pabellón boliviano en Cobija.
En 1831 Bolivia promulga una nueva Constitución y crea la provincia Litoral sin escindirla de Potosí pero con una autonomía con el fin de vigorizar a Cobija, que se la estableció como su capital. Es célebre el bombardeo que sufrió en 1835 por parte de las fuerzas de Salaverry durante los episodios contra la formación de la Confederación  peruano-boliviana. Según el censo de 1832, Cobija tenía una población de 536 habitantes: 266 chilenos, 104 bolivianos, 80 peruanos, 54 argentinos, 15 franceses, 4 colombianos, 4 ingleses, 3 italianos, 3 portugueses, 2 ecuatorianos y un filipino.
De los últimos tres países del Pacífico Sur sudamericano, Bolivia fue el único que carecía de una flota mercante y escuadra militar consolidadas. Mientras Perú y Chile invertían en la adquisición de barcos para ambas tareas, Bolivia descuidó casi a la totalidad ese imperativo, consecuencias que las comenzó a experimentar a partir de 1843 con la incursión del barco Rumena para sacar guano en las proximidades de Mejillones, y más adelante con la embarcación Janequeo en 1846. Las protestas bolivianas quedaron en statu quo hasta el cese de la Guerra con España en 1866, cuando Chile formalmente reclamó Atacama hasta el paralelo 23 enviando una misión diplomática a Bolivia para negociar tratado de límites.
El presidente de Chile, Manuel Bulnes, envió expertos a reconocer la costa atacameña. De esto dio cuenta al Congreso en un mensaje dirigido el 13 de julio de 1842, en que informaba que juzgó:

necesario mandar una comisión exploradora a examinar el litoral comprendido entre el puerto de Coquimbo y el morro de Mejillones con el fin de descubrir si en el territorio de la República existían algunas guaneras cuyo beneficio pudiera proporcionar un ramo nuevo de ingreso a la hacienda pública...
Manuel Bulnes

Como resultado de dicha investigación, se dictó la ley de 13 de octubre de 1842, que declaró de propiedad nacional las guaneras al sur de la bahía de Mejillones, y que dispuso que ningún barco podría cargar este producto sin permiso de las autoridades chilenas. Se facultaba además al Presidente de la República para gravar la exportación del guano con derechos de aduana.
No fue un hecho casual que el presidente chileno Bulnes creara la provincia chilena de Atacama con la finalidad de crear confusiones con la provincia boliviana del mismo nombre, de esta manera enviar exploraciones científicas y técnicas para comprobar la existencia de riquezas naturales (léase: guano y salitre) cotizadas en aquel momento; por esa acción, inmediatamente el ministro Casimiro Olañeta reclamó sin éxito en Santiago por esa decisión.
La incorporación de Cobija a Bolivia recién se consideró ilegal por parte de Chile una vez concluida la guerra hispano-sudamericana, con la finalidad de celebrar el tratado de límites de 1866.

### Guerra civil peruana e inmigración chilena

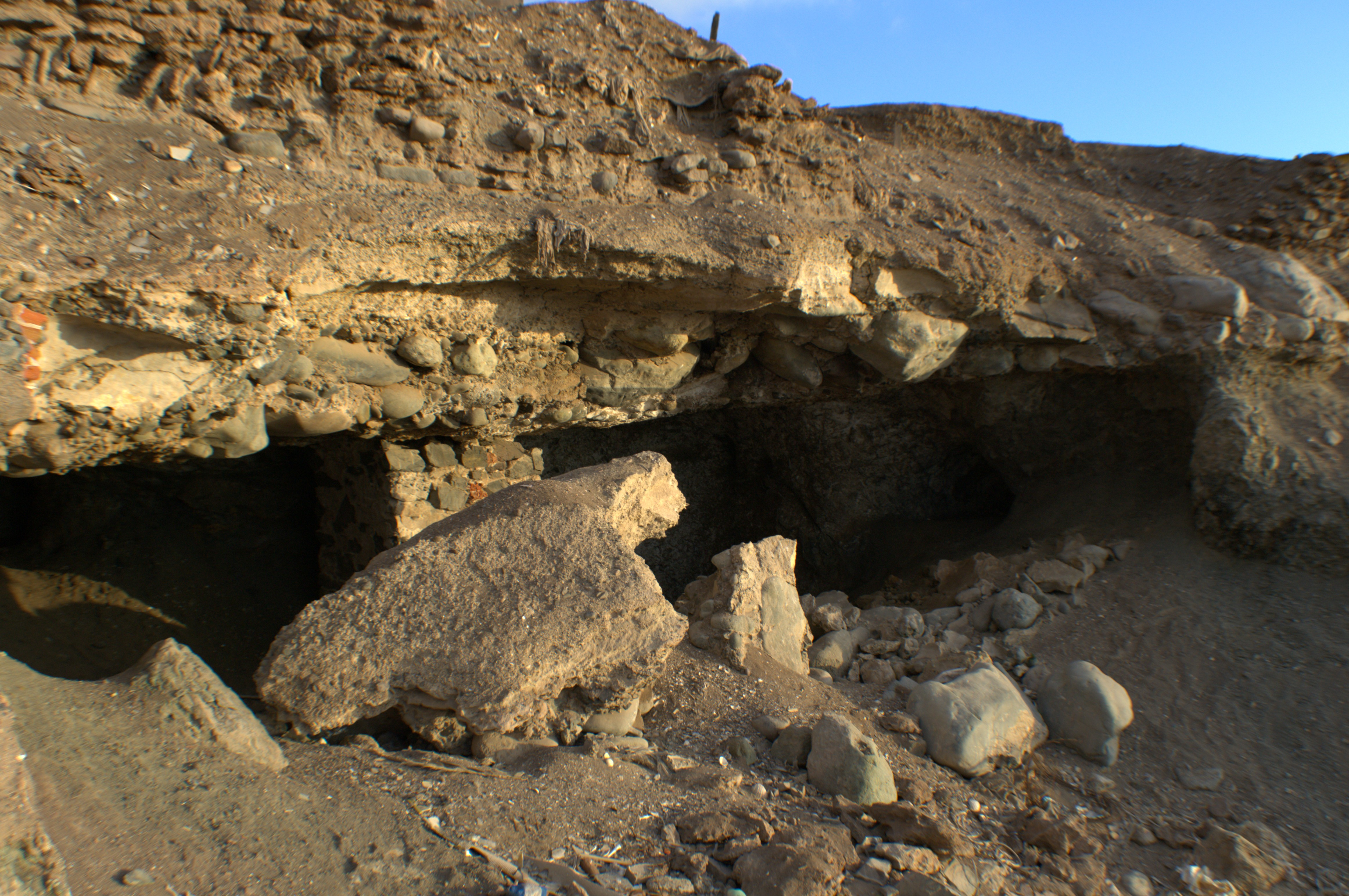
Ruinas en Cobija, Chile

Durante la guerra entre Salaverry y Santa Cruz (1835-1836), que precedió a la consolidación de la Confederación Perú-Boliviana, el puerto fue tomado por tropas restauradoras peruanas al mando del coronel Quiroga, muriendo durante el combate el coronel boliviano Gaspar Aramayo.
Domingo Santa María, presidente de Chile en el periodo 1881-1886, desembarcó en ella el 14 de febrero de 1852 mientras se dirigía a su autoexilio en Perú. En su Diario de viaje anotó:

«Cobija se forma de una sola calle de pequeñas casuchas de madera, situadas al pie de encumbrados y elevados cerros, cuya aridez se deja ver de lejos. Si no fuera que Bolivia no tiene otro puerto que este, no sería probablemente visitado por más buques que los guaneros; y más siendo el único, su progreso no será mucho en largos años, porque a su mala localidad y bahía se agrega su extrema aridez, que llena de conflictos a sus habitantes, cuando por algún acaso se presenta a sus playas algún crecido número de gente que la desgracia lleva hacia ellos. La población es casi en su mayor parte compuesta de chilenos, emigrados unos y andariegos otros»
Domingo Santa María.

En 1857 tenía una población de alrededor de 1000 habitantes e inclusive una planta de desalinización de agua de mar, propiedad del chileno José Santos Ossa. Desde aquí se organizaron numerosas expediciones, entre otras, la que descubrió plata en el mineral de Caracoles en 1870.

### Abandono e incorporación al Chile republicano
Fue afectado por el terremoto de 1868, que destruyó la mitad de los edificios, y por la epidemia de fiebre amarilla de 1869. El terremoto y maremoto de 1877, que afectó a todas las localidades del litoral boliviano, destruyó las edificaciones que ocupaban las dos terceras partes de la población, por lo que las autoridades bolivianas del Departamento se trasladaron a Antofagasta, que había adquirido una gran importancia en ese entonces y que fue ocupada por las tropas chilenas, durante la guerra del Pacífico, el 14 de febrero de 1879; el puerto de Cobija fue ocupado por Chile el 21 de marzo del mismo año.
Hacia 1885 Cobija solo tenía 429 habitantes y en 1907 el poblado fue definitivamente abandonado. Francisco Solano Asta-Buruaga y Cienfuegos escribió en 1899 en su Diccionario Geográfico de la República de Chile sobre el lugar:

Ciudad del departamento de Tocopilla, con regular puerto en el Pacífico, situada en los 22º 34' Lat. y 70° 18' Lon. y asentada en un estrecho plano del borde de la rada, rodeado por la parte oriental de cerros áridos de más de 900 metros de altitud. Contiene un caserío de poco más de 500 habitantes, algo disperso con edificios de madera generalmente, una aduana de regular construcción de piedra, iglesia, escuela primaria, correo y una plaza mediana; contiguos al sur se hallan un fuerte y un faro. Ha sido centro de una división territorial de la república de Bolivia, y por su puerto hacia ésta su comercio de exportación é importación, como el único que poseía su litoral hasta el establecimiento del de Antofagasta. Después quedó subordinado en 13 de abril de 1880 al puerto de Tocopilla y en el carácter de puerto menor. Cobija es pueblo de antiguo origen y conocido con este nombre desde los primeros tiempos del descubrimiento del Perú y posteriormente con el de Santa María Magdalena de Cobija, título que ha conservado, aunque por el primer gobierno de Bolivia se le confirió, en 1 de julio de 1829, el de La Mar, en obsequio del general de la independencia, Don José La Mar.

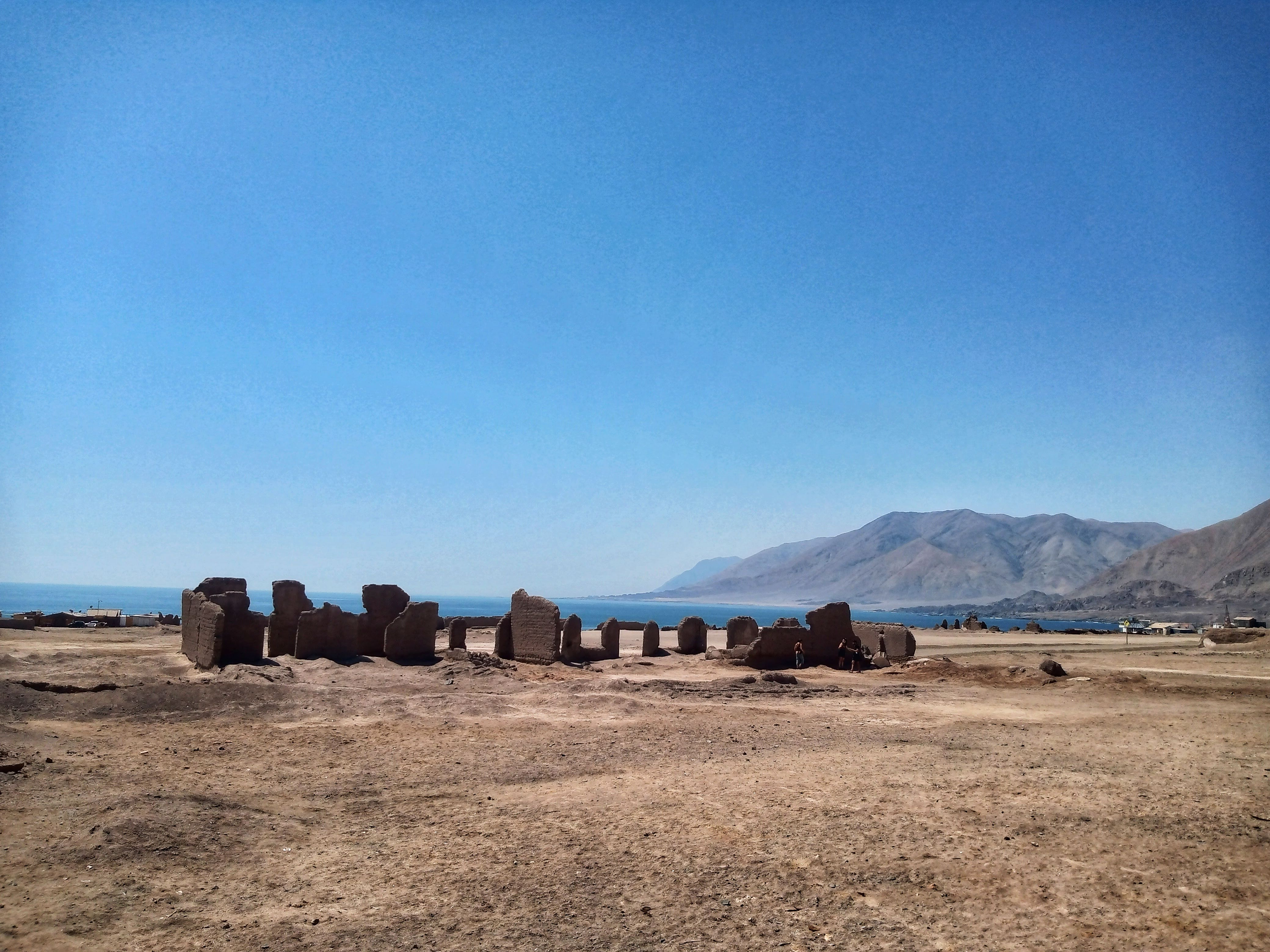
Ruinas y vista de la bahía protegida que le da el nombre.

Hoy en día coexiste un poblado de pescadores adyacente a las ruinas. La principal actividad es la extracción de huiro que mantiene una población flotante de 41 personas. En 2013 se estableció el primer sindicato de pescadores y orilladores.[cita requerida]

### Cuestión sobre una salida al mar para Bolivia y posible enclave en Cobija
Resulta razonable pensar que Cobija, encontrándose en un estado de abandono en relación con su pasado glorioso, pudiese ser cedido por Chile al estado boliviano. Sin embargo, las complicaciones de una idea simple son evidentes. En primer lugar, la complejidad de definir los límites de un posible enclave que debe tomar en cuenta a ambos estados, sobre todo el hecho que afecte la soberanía chilena en temas de seguridad fronteriza, además de tributarios, aduaneros y medioambientales. En segundo lugar, Cobija hoy es un poblado prácticamente en ruinas, por lo que es difícil determinar si Bolivia pudiese invertir en la reconstrucción del puerto, así como de la ciudad en sí. Sin embargo, entre muchas otras ideas, la del enclave en Cobija podría poner fin a la demanda específica boliviana de salida al mar, recuperando un puerto que antaño fue el más importante para su territorio.